# 丹野顕
丹野 顕（たんの あきら、1940年7月20日- ）は、時代考証家、文筆家。
東京生まれ。東京教育大学文学部卒業。月刊雑誌・百科事典の編集者を経て文筆活動に入る。江戸時代の庶民の生活史・精神史、また言葉などについて執筆。筆名・淡野史良（たんのしろう）。

## 著書
- 『江戸あへあへ草紙』淡野史良 1985 河出文庫
- 『日本史クロスワード100 パズルを楽しみ歴史に強くなろう』淡野史良 日本文芸社 1986
- 『武田信玄と戦国武将クイズ222』淡野史良 学習研究社 1988
- 『あなたの日本語ここが間違い 故事成語・ことわざ・慣用句』日本実業出版社　エスカルゴ・ブックス 1989
- 『日本史丸暗記クロスワード 楽しみながら、日本史に強くなる』淡野史良 聖文社 1990
- 『故事・ことわざ・名言とっておきの雑学知識』日本実業出版社　エスカルゴ・ブックス 1992
- 『漢字がもっと面白くなる! 文字の世界が広がり表現が豊かになる雑学知識』日本実業出版社　1993
- 『意味から引ける四字熟語辞典 こんなときどう言うかがすぐ引ける、役立つ、明解』日本実業出版社　1994
- 『意味から引けることわざ辞典 こんなときどう言うかがすぐ引ける、役立つ、明解』日本実業出版社、1995
- 『数字で読むおもしろ日本史 庶民生活から幕府の経済状態まで』淡野史良 日本文芸社 1995
- 『歴史クロスワード 楽しみながら日本史が学べる』淡野史良 日本文芸社 1995
- 『雑学・とことん戦国日本史クイズ 元旦から大晦日までの難問・常識問』淡野史良 1997 講談社+α文庫
- 『意味から引ける慣用句辞典 ピッタリの常套句・決まり文句がすぐ引ける、役立つ、明解』日本実業出版社　1998
- 『ことわざの缶づめ』旺文社　1998　「どうしても知っておきたい諺の本」三笠書房知的生きかた文庫
- 『キーワードからすぐ引けることわざ便利辞典』日本実業出版社　1999
- 『暮しに生きる日本のしきたり』講談社　2000　「常識として知っておきたい日本のしきたり」PHP文庫
- 『人間らしく生きるなら江戸庶民の知恵に学べ その豊かな生き方、ムダのない生活術に、大事なヒントがある』淡野史良 河出書房新社(Kawade夢新書) 2000
- 『江戸の色ごと仕置帳』2003　集英社新書
- 『江戸のことわざ 「犬も歩けば棒に当たる」裏と表のその意味は』青春出版社 プレイブックスインテリジェンス 2004
- 『江戸の盗賊 知られざる"闇の記録"に迫る』青春出版社 プレイブックスインテリジェンス 2005
- 『大奥101の謎』淡野史良 河出書房新社 2007
- 『江戸の名奉行 人物・事績・仕置きのすべて』新人物往来社　2008　のち文春文庫
- 『日めくり戦国史 きょうは何の日』淡野史良 新人物往来社 新人物文庫 2009
- 『江戸で暮らす。 四季の移ろい、人情、喜怒哀楽』新人物往来社　2010
- 『読めなければ恥ずかしい!小学校漢字1006字』学研パブリッシング 2012
- 『江戸の庶民のかしこい暮らし術 人間らしく幸せに生きる知恵が学べる』淡野史良 河出書房新社 2012
- 『「火附盗賊改」の正体 幕府と盗賊の三百年戦争』集英社新書 2016
- 『江戸の犯罪と仕置』洋泉社(歴史新書)2017

### 共著
- 『歴史おもしろエピソード』不二竜彦,淡野史良 日本実業出版社 1991
- 『冬の偉人たち 逆境を乗りこえた80話』中西進監修 笠原秀,坂元孝雄共編著　四季社　いのちとこころの例話シリーズ 2001